# جيسيكا لورد
جيسيكا لورد (بالإنجليزية: Jessica Lord)‏ هي راقصة وممثلة بريطانية، ولدت في 29 يوليو 1998 في روتشديل في المملكة المتحدة.

## وصلات خارجية
- جيسيكا لورد على موقع IMDb (الإنجليزية)
- جيسيكا لورد على موقع ألو سيني (الفرنسية)
- جيسيكا لورد على موقع قاعدة بيانات الفيلم (الإنجليزية)